# Юра дворник
«Юра дворник» — российский кинофильм в жанре драмеди, снятый в 2023 году режиссёром Виталием Дудкой по мотивам реальной истории, которая произошла с уфимским дворником Юрием Ветлугиным.

## Предыстория
Уфимский дворник Юрий Ветлугин стал знаменитым (более 40 тысяч подписчиков в социальных сетях) в 2021 году, благодаря снимкам фотографа Романа Филиппова. Фотограф в графическом редакторе поместил изображение Юрия на обложку модного журнала GQ, и снимок быстро стал популярным в интернете. В тот же год Юрий и Роман были приглашены на премию GQ «Человек года».

## Сюжет
Модный московский фотограф Рома остаётся без работы и вынужденно возвращается в родную Уфу. Там его соседом по бабушкиной квартире оказывается наивный и жизнерадостный дворник Юра. Из-за своей доверчивости его постоянно обманывают мошенники, и Юра еле-еле сводит концы с концами. Рома решает помочь соседу расплатиться с долгами и фотографирует дворника в стиле обложки глянцевого журнала. Снимок становится популярным в интернете и делает Юру знаменитым на всю страну. Жизнь друзей меняется до неузнаваемости.

## В ролях
| Актёр              | Роль                  |
| ------------------ | --------------------- |
| Антон Кузнецов     | Юра                   |
| Денис Власенко     | Рома                  |
| Гоша Куценко       | Платон Ермолаев       |
| Татьяна Догилева   | Бабаня                |
| Ида Галич          | Женя                  |
| Агата Муцениеце    | Роксана               |
| Нелли Уварова      | Нелли Уварова (камео) |
| Паулина Врублевска | Таша                  |
| Виктор Логинов     | телеведущий           |
| Анна Немченко      | телеведущая           |
| Ольга Тумайкина    | мама Ромы             |
| Наталья Паршенкова | Веган-Дива            |
| Ананке Арейру      | фотомодель 1          |
| Татьяна Николаева  | фотомодель 2          |
| Полина Повтарь     | редактор на ТВ        |
| Сергей Сафронов    | телеведущий           |
| Алиса Мазурина     | корреспондент         |
| Амаду Мамадаков    | бандит                |

## Создание
Авторами фильма стали продюсеры из Уфы Виталий Дудка и Роксана Санкина. Роман и Юрий оказались «за» создание проекта, согласившись на условия, что это будет именно художественный, а не документальный проект. И Юрий, и Роман появились в фильме в эпизодических ролях. Также в картине есть камео режиссёра Виталия Дудки, а роль продюсера Роксаны Санкиной исполнила Агата Муцениеце.
Основными референсами к фильму были такие культовые картины, как «1+1», «Человек дождя», «Джокер», «Зелёная книга», «Не смотрите наверх», «Форрест Гамп» и «Фотоувеличение». Поскольку в истории российского кино не было успешных проектов в жанре «бадди-муви», для съёмочной команды создание фильма было интересным профессиональным вызовом.
Съёмки картины проходили в Москве, Балашихе и Уфе — Черниковке, а также аэропорту, на въезде в город и улице Ленина.
Изначально на роль дворника хотели взять Кирилла Кяро, но по результатам кастингов в проект был утверждён Антон Кузнецов. Режиссёр рассказал, что именно этот актёр был и смешным, и трогательным, что особенно важно для жанра драмеди.

## Прокат
25 апреля 2023 в уфимском кинотеатре «Родина» прошёл предпремьерный показ фильма. Премьера состоялась 4 мая 2023.
Телепремьера фильма состоялась 6 декабря 2023 на канале ТНТ.

## Съёмочная группа
- Продюсеры: Георгий Малков, Роксана Санкина
- Автор сценария, креативный продюсер: Дмитрий Кирюшкин
- Режиссёр-постановщик: Виталий Дудка
- Оператор-постановщик: Юрий Данилов
- Композитор: Илья Шлёнкин
- Художник-постановщик: Татьяна Зинченко
- Художник по костюму: Лена Огер
- Художник по гриму: Лана Каун
- Режиссёр монтажа: Александр Пак
- Музыкальные продюсеры: Thomas Mraz, Артём Захаров[4]

## Рецензии
Российские критики в основном восприняли фильм положительно. Кинокритик Сюзанна Альперина отметила игру Татьяны Догилевой в роли Бабани и необычное появление Гоши Куценко. Сергей Хамзин высоко оценил игру Антона Кузнецова и тот факт, что в фильме с юмором обсуждаются серьёзные социальные проблемы. Егор Москвитин назвал картину «бесхитростной, зато жизнеутверждающей и воодушевляющей». Однако кинокритик Алексей Литовченко выразил мнение, что «оба героя, к сожалению, чаще вызывают раздражение, чем какие-либо другие эмоции», и посчитал это ошибкой авторов проекта. А Роман Черкасов раскритиковал авторов за то, что они «превращают драматическую составляющую картины в чистую условность». В то же время автор «Киноафиши» Пётр Волошин посчитал, что у создателей фильма «не вышло оформленного социального высказывания», но назвал «Юру-дворника» обаятельным и милым кино. Наталья Вакурова отметила в своей рецензии, что эта картина из разряда тех, которые «нравятся всем», а «общая актуальная тема „быть или казаться“ раскрыта если и не полностью, но ярко и креативно». Дмитрий Котов главными достоинствами фильма назвал игру исполнителей главных ролей Антона Кузнецова и Дениса Власенко, а также «милые» камео Юрия Ветлугина и Нелли Уваровой. Кинокритик назвал некоторые сцены «чересчур карикатурными», но отметил «огромное количество насущных проблем современной России» поднимается в «лёгком по настроению» фильме.

## Саундтрек
- «Если в сердце живёт любовь» в исполнении Юлии Савичевой (автор текста и музыки: А. Максимова)
- «Верхом на звезде» в исполнении Найк Борзов (автор музыки и текста Н. В. Борзов)
- My Life My Rules в исполнении группы Лауд, Boulevard Depo, i61 (авторы музыки: Сергей Куликов, Рамиль Абдеев, Виталий Александров; авторы текста: Фёдор Оралов, Артём Кулик)
- «Миллион» в исполнении Thomas Mraz (автор текста: Алмас Гатауллин; автор музыки: Алексей Сущик)
- «Эльдорадо» в исполнении Thomas Mraz и 2night (автор текста: Алмас Гатауллин; автор музыки: Радик Гареев)
- «Урманга» в исполнении группы Lumen (музыка и слова народные)
- «С любовью» в исполнении CAPTOWN (авторы текста: Мади Ассаубаев, Азат Камалов, Мырзалы Бахытджан; автор музыки: Азат Камалов)
- «Есть, что вспомнить» в исполнении Алексея Филатова (автор текста и музыки: П. Н. Евлахом)
- «Твоё тело» в исполнении Игната Кармалито и Тины Кузнецовой